# ارگوتامین
ارگوتامین (به انگلیسی: Ergotamine)
رده درمانی: منقبض کننده عروقی.
اشکال دارویی: قرص، آمپول
این دارو به شکل ترکیبی با داروهای دیگر مانند ارگوتامین کامپاند و ارگوتامین C نیز وجود دارد.

## موارد مصرف
کاربرد اصلی این دارو درمان سردردهای عروقی مانند میگرن و خونریزی رحمی بعد از زایمان و سقط است و گاه در درمان افت فشار خون در حالت ایستاده (ناشی از بی‌کفایتی اعصاب خودکار) استفاده می‌شود.

## موارد منع مصرف
ارگوتامین در دوران بارداری و شیردهی منع مصرف کامل دارد و در رده X میباشد. مصرف ارگوتامین در افرادی با مشکلات شدید کلیوی و کبدی ممنوع است. استفاده از این دارو در افرادی با مشکلات انسدادی عروقی میتواند باعث تشدید علائم و عوارض بیماری آنها شود.

## تداخلات دارویی
در مصرف با منقبض کننده های عروقی محیطی ممکن است موجب تشدید افزایش فشار خون شوند. در مصرف با پروپرانولول و سایر بتا بلوکرها ممکن است فعالیت گشادکنندگی عروق توسط آدرنالین را مهار و سبب انقباض عروقی شدید و سرد شدن اندامها شود.

## عملکرد
ارگوتامین از آلکالوئیدهای ارگوت (نوعی قارچ) است و عملکردی پیچیده دارد. این ماده آگونیست نسبی گیرنده‌های میانجی‌های عصبی مختلفی مانند نوراپی نفرین، سروتونین و دوپامین است. اثر آن بر روی عروق خونی (گیرنده‌های سروتونین) باعث تنگ شدن عروق در مرحله گشادی عروق میگرن و انقباض عضلات صاف می‌شود.

## فارماکوکینتیک
متابولیسم این دارو کبدی است و در عبور اول از کبد به مقدار زیادی متابولیزه می‌شود. نیمه عمر آن۱/۳–۳/۹ ساعت است و طول اثر آن درتزریق عضلانی ۳–۴ ساعت است. دفع آن کلیوی بوده و کمتر از ۱۰٪ آن به صورت تغییر نیافته و بقیه به صورت متابولیت دفع می‌شود.

## عوارض جانبی
سرگیجه، سردرد، تهوع یا استفراغ، خارش پوست، بی‌حسی، رنگ‌پریدگی یا سردی دست و ضعف پاها از عوارض جانبی دارو هستند.